# Globo de Ouro de melhor atriz em série dramática
Esta é uma lista com as vencedoras e indicadas/nomeadas do Globo de Ouro atribuído pela Associação de Correspondentes Estrangeiros de Hollywood na categoria de Melhor Atriz em Série de Televisão (drama) (oficialmente: Golden Globe Award for Best Performance by an Actress in a Television Series - Drama).

## Vencedoras e nomeadas/indicadas
Observação: o ano refere-se ao da produção da série. O prémio é normalmente entregue no ano seguinte.

### Anos 1960
1969: Linda Cristal – The High Chaparral
- Amanda Blake – Gunsmoke
- Peggy Lipton – The Mod Squad
- Denise Nicholas – Room 222
- Eleanor Parker – Bracken's World

### Anos 1970
1970: Peggy Lipton – The Mod Squad
- Amanda Blake – Gunsmoke
- Linda Cristal – The High Chaparral
- Yvette Mimieux – The Most Deadly Game
- Denise Nicholas – Room 222

1971: Patricia Neal – The Homecoming: A Christmas Story
- Lynda Day George – Mission: Impossible
- Peggy Lipton – The Mod Squad
- Denise Nicholas – Room 222
- Susan Saint James – McMillan & Wife

1972: Gail Fisher – Mannix
- Ellen Corby – The Waltons
- Anne Jeffreys – The Delphi Bureau
- Michael Learned – The Waltons
- Peggy Lipton – The Mod Squad
- Susan Saint James – McMillan & Wife

1973: Lee Remick – The Blue Knight
- Michael Learned – The Waltons
- Julie London – Emergency!
- Emily McLaughlin – General Hospital
- Susan Saint James – McMillan & Wife

1974: Angie Dickinson – Police Woman
- Teresa Graves – Get Christie Love!
- Michael Learned – The Waltons
- Jean Marsh – Upstairs, Downstairs
- Emily McLaughlin – General Hospital
- Lee Meriwether – Barnaby Jones

1975: Lee Remick – Lady Randolph Churchill
- Angie Dickinson – Police Woman
- Rosemary Harris – Notorious Woman
- Michael Learned – The Waltons
- Lee Meriwether – Barnaby Jones

1976: Susan Blakely – Rich Man, Poor Man
- Angie Dickinson – Police Woman
- Farrah Fawcett – Charlie's Angels
- Kate Jackson – Charlie's Angels
- Jean Marsh – Upstairs, Downstairs
- Sada Thompson – Family
- Lindsay Wagner – The Bionic Woman

1977: Lesley Ann Warren – 79 Park Avenue
- Angie Dickinson – Police Woman
- Kate Jackson – Charlie's Angels
- Leslie Uggams – Raízes
- Lindsay Wagner – The Bionic Woman

1978: Rosemary Harris – Holocaust
- Kate Jackson – Charlie's Angels
- Kristy McNichol – Family
- Lee Remick – Wheels
- Sada Thompson – Family

1979: Natalie Wood – From Here to Eternity
- Barbara Bel Geddes – Dallas
- Kate Mulgrew – Mrs. Columbo
- Stefanie Powers – Hart to Hart
- Sada Thompson – Family

### Anos 1980
Best Actress - Drama Series
1980: Yoko Shimada - Shōgun
- Barbara Bel Geddes - Dallas
- Linda Gray - Dallas
- Melissa Gilbert - Little House on the Prairie
- Stefanie Powers - Hart to Hart

1981: Linda Evans - Dynasty and

1981: Barbara Bel Geddes - Dallas
- Joan Collins - Dynasty
- Morgan Fairchild - Flamingo Road
- Linda Gray - Dallas
- Stefanie Powers - Hart to Hart

1982: Joan Collins - Dynasty
- Linda Evans - Dynasty
- Stefanie Powers - Hart to Hart
- Victoria Principal - Dallas
- Jane Wyman - Falcon Crest

1983: Jane Wyman - Falcon Crest
- Joan Collins - Dynasty
- Tyne Daly - Cagney & Lacey
- Linda Evans - Dynasty
- Stefanie Powers - Hart to Hart

1984: Angela Lansbury - Murder, She Wrote
- Joan Collins - Dynasty
- Tyne Daly - Cagney & Lacey
- Linda Evans - Dynasty
- Sharon Gless - Cagney & Lacey
- Kate Jackson - Scarecrow and Mrs. King

1985: Sharon Gless - Cagney & Lacey
- Joan Collins - Dynasty
- Tyne Daly - Cagney & Lacey
- Linda Evans - Dynasty
- Angela Lansbury - Murder, She Wrote

1986: Angela Lansbury - Murder, She Wrote
- Joan Collins - Dynasty
- Tyne Daly - Cagney & Lacey
- Sharon Gless - Cagney & Lacey
- Connie Sellecca - Hotel

1987: Susan Dey - L.A. Law
- Jill Eikenberry - L.A. Law
- Sharon Gless - Cagney & Lacey
- Linda Hamilton - Beauty and the Beast
- Angela Lansbury - Murder, She Wrote

1988: Jill Eikenberry - L.A. Law
- Susan Dey - L.A. Law
- Sharon Gless - Cagney & Lacey
- Linda Hamilton - Beauty and the Beast
- Angela Lansbury - Murder, She Wrote

1989: Angela Lansbury - Murder, She Wrote
- Dana Delany - China Beach
- Susan Dey - L.A. Law
- Jill Eikenberry - L.A. Law
- Mel Harris - Thirtysomething

### Anos 1990
1990: Sharon Gless – The Trials of Rosie O'Neill and

1990: Patricia Wettig – Thirtysomething
- Dana Delany – China Beach
- Susan Dey – L.A. Law
- Jill Eikenberry – L.A. Law
- Angela Lansbury – Murder, She Wrote

1991: Angela Lansbury – Murder, She Wrote
- Susan Dey – L.A. Law
- Sharon Gless – The Trials of Rosie O'Neill
- Marlee Matlin – Reasonable Doubts
- Janine Turner – Northern Exposure

1992: Regina Taylor – I'll Fly Away
- Mariel Hemingway – Civil Wars
- Angela Lansbury – Murder, She Wrote
- Marlee Matlin – Reasonable Doubts
- Janine Turner – Northern Exposure

1993: Kathy Baker – Picket Fences
- Heather Locklear – Melrose Place
- Jane Seymour – Dr. Quinn, Medicine Woman
- Janine Turner – Northern Exposure
- Sela Ward – Sisters

1994: Claire Danes – My So-Called Life
- Kathy Baker – Picket Fences
- Angela Lansbury – Murder, She Wrote
- Heather Locklear – Melrose Place
- Jane Seymour – Dr. Quinn, Medicine Woman

1995: Jane Seymour – Dr. Quinn, Medicine Woman
- Gillian Anderson – The X-Files as Dana Scully
- Kathy Baker – Picket Fences
- Heather Locklear – Melrose Place
- Sherry Stringfield – ER

1996: Gillian Anderson – The X-Files as Dana Scully
- Christine Lahti – Chicago Hope
- Heather Locklear – Melrose Place
- Jane Seymour – Dr. Quinn, Medicine Woman
- Sherry Stringfield – ER

1997: Christine Lahti – Chicago Hope
- Gillian Anderson – The X-Files as Dana Scully
- Kim Delaney – NYPD Blue
- Roma Downey – Touched by an Angel
- Julianna Margulies – ER as Carol Hathaway

1998: Keri Russell – Felicity as Felicity Porter
- Gillian Anderson – The X-Files as Dana Scully
- Kim Delaney – NYPD Blue
- Roma Downey – Touched by an Angel
- Julianna Margulies – ER as Carol Hathaway

1999: Edie Falco – The Sopranos
- Lorraine Bracco – The Sopranos
- Amy Brenneman – Judging Amy
- Julianna Margulies – ER as Carol Hathaway
- Sela Ward – Once and Again

### Anos 2000
2000: Sela Ward - Once and Again
- Lorraine Bracco - The Sopranos
- Amy Brenneman - Judging Amy
- Jessica Alba - Dark Angel
- Edie Falco - The Sopranos
- Sarah Michelle Gellar - Buffy the Vampire Slayer

2001: Jennifer Garner - Alias
- Lorraine Bracco - The Sopranos
- Amy Brenneman - Judging Amy
- Edie Falco - The Sopranos
- Lauren Graham - Gilmore Girls
- Marg Helgenberger - CSI: Crime Scene Investigation
- Sela Ward - Once and Again

2002: Edie Falco - The Sopranos
- Jennifer Garner - Alias
- Rachel Griffiths - Six Feet Under
- Marg Helgenberger - CSI: Crime Scene Investigation
- Allison Janney - The West Wing

2003: Frances Conroy - Six Feet Under
- Jennifer Garner - Alias
- Allison Janney - The West Wing
- Joely Richardson - Nip/Tuck
- Amber Tamblyn - Joan of Arcadia

2004: Mariska Hargitay - Law & Order: Special Victims Unit
- Edie Falco - The Sopranos
- Jennifer Garner - Alias
- Christine Lahti - Jack & Bobby
- Joely Richardson - Nip/Tuck

2005: Geena Davis - Commander In Chief
- Patricia Arquette - Medium
- Glenn Close - The Shield
- Kyra Sedgwick - The Closer
- Polly Walker - Rome

2006: Kyra Sedgwick - The Closer
- Patricia Arquette - Medium
- Edie Falco - The Sopranos
- Evangeline Lilly - Lost
- Ellen Pompeo - Grey's Anatomy

2007: Glenn Close - Damages
- Patricia Arquette - Medium
- Minnie Driver - The Riches
- Edie Falco - The Sopranos
- Sally Field - Brothers & Sisters
- Holly Hunter - Saving Grace
- Kyra Sedgwick - The Closer

2008: Anna Paquin - True Blood
- Sally Field - Brothers & Sisters
- Mariska Hargitay - Law & Order: Special Victims Unit
- January Jones - Mad Men
- Kyra Sedgwick - The Closer

2009: Julianna Margulies - The Good Wife
- Kyra Sedgwick - The Closer
- Glenn Close - Damages
- January Jones - Mad Men
- Anna Paquin - True Blood

### Anos 2010
| Ano  | Atriz              | Personagem | Série                       |
| ---- | ------------------ | --- | --------------------------- |
| 2010 | Katey Sagal        | Gemma Teller Morrow | Sons of Anarchy             |
| 2010 | Julianna Margulies | Alicia Florrick | The Good Wife               |
| 2010 | Elisabeth Moss     | Peggy Olson | Mad Men                     |
| 2010 | Piper Perabo       | Anne Catherine Walker | Covert Affairs              |
| 2010 | Kyra Sedgwick      | Brenda Leigh Johnson | The Closer                  |
| 2011 | Claire Danes       | Carrie Mathison | Homeland                    |
| 2011 | Mireille Enos      | Sarah Linden | The Killing                 |
| 2011 | Julianna Margulies | Alicia Florrick | The Good Wife               |
| 2011 | Madeleine Stowe    | Victoria Grayson | Revenge                     |
| 2011 | Callie Thorne      | Dr. Danielle "Dani" Santino | Necessary Roughness         |
| 2012 | Claire Danes       | Carrie Mathison | Homeland                    |
| 2012 | Connie Britton     | Rayna James | Nashville                   |
| 2012 | Glenn Close        | Patty Hewes | Damages                     |
| 2012 | Michelle Dockery   | Lady Mary Crawley | Downton Abbey               |
| 2012 | Julianna Margulies | Alicia Florrick | The Good Wife               |
| 2013 | Robin Wright       | Claire Underwood | House of Cards              |
| 2013 | Julianna Margulies | Alicia Florrick | The Good Wife               |
| 2013 | Tatiana Maslany    | Sarah Manning / Beth Childs / Cosima Niehaus / Alison Hendrix / Rachel Duncan / Helena / M.K. / Krystal Goderitch / Katja Obinger / Tony Sawiki / Jenniffer Fitszimmons | Orphan Black                |
| 2013 | Taylor Schilling   | Piper Chapman | Orange is the New Black     |
| 2013 | Kerry Washington   | Olivia Pope | Scandal                     |
| 2014 | Ruth Wilson        | Alison Lockhart | The Affair                  |
| 2014 | Claire Danes       | Carrie Mathison | Homeland                    |
| 2014 | Viola Davis        | Annalise Keating | How to Get Away with Murder |
| 2014 | Julianna Margulies | Alicia Florrick | The Good Wife               |
| 2014 | Robin Wright       | Claire Underwood | House of Cards              |
| 2015 | Taraji P. Henson   | Cookie Lyon | Empire                      |
| 2015 | Caitriona Balfe    | Claire Fraser | Outlander                   |
| 2015 | Viola Davis        | Annalise Keating | How to Get Away with Murder |
| 2015 | Eva Green          | Vanessa Ives | Penny Dreadful              |
| 2015 | Robin Wright       | Claire Underwood | House of Cards              |
| 2016 | Claire Foy         | Rainha Elizabeth II do Reino Unido | The Crown                   |
| 2016 | Caitriona Balfe    | Claire Fraser | Outlander                   |
| 2016 | Keri Russell       | Elizabeth Jennings | The Americans               |
| 2016 | Winona Ryder       | Joyce Byers | Stranger Things             |
| 2016 | Evan Rachel Wood   | Dolores Abernathy | Westworld                   |
| 2017 | Elisabeth Moss     | June Osborne/Offred | The Handmaid's Tale         |
| 2017 | Caitriona Balfe    | Claire Fraser | Outlander                   |
| 2017 | Maggie Gyllenhaal  | Eileen "Candy" Merrell | The Deuce                   |
| 2017 | Katherine Langford | Hannah Baker | 13 Reasons Why              |
| 2017 | Claire Foy         | Rainha Elizabeth II do Reino Unido | The Crown                   |
| 2018 | Sandra Oh          | Eve Polastri | Killing Eve                 |
| 2018 | Caitriona Balfe    | Claire Fraser | Outlander                   |
| 2018 | Elisabeth Moss     | June Osborne/Offred | The Handmaid's Tale         |
| 2018 | Keri Russell       | Elizabeth Jennings | The Americans               |
| 2018 | Julia Roberts      | Heidi Bergman | Homecoming                  |
| 2019 | Olivia Colman      | Rainha Elizabeth II do Reino Unido | The Crown                   |
| 2019 | Jodie Comer        | Villanelle | Killing Eve                 |
| 2019 | Nicole Kidman      | Celeste Wright | Big Little Lies             |
| 2019 | Jennifer Aniston   | Alex Levy | The Morning Show            |
| 2019 | Reese Witherspoon  | Bradley Jackson | The Morning Show            |

### Anos 2020
| Ano  | Atriz              | Personagem                                  | Série               |
| ---- | ------------------ | ------------------------------------------- | ------------------- |
| 2020 | Emma Corrin        | Diana, Princesa de Gales                    | The Crown           |
| 2020 | Olivia Colman      | Rainha Elizabeth II do Reino Unido          | The Crown           |
| 2020 | Jodie Comer        | Villanelle                                  | Killing Eve         |
| 2020 | Laura Linney       | Wendy Byrde                                 | Ozark               |
| 2020 | Sarah Paulson      | Enfermeira Mildred Ratched                  | Ratched             |
| 2021 | Mj Rodriguez       | Blanca Rodriguez-Evangelista                | Pose                |
| 2021 | Uzo Aduba          | Dra. Broke Taylor                           | In Treatment        |
| 2021 | Jennifer Aniston   | Alex Levy                                   | The Morning Show    |
| 2021 | Christine Baranski | Diane Lockhart                              | The Good Fight      |
| 2021 | Elisabeth Moss     | June Osborne                                | The Handmaid's Tale |
| 2022 | Zendaya            | Rue Bennett                                 | Euphoria            |
| 2022 | Emma D'Arcy        | Rhaenyra Targaryen                          | House of the Dragon |
| 2022 | Laura Linney       | Wendy Byrde                                 | Ozark               |
| 2022 | Imelda Staunton    | Rainha Elizabeth II do Reino Unido          | The Crown           |
| 2022 | Hilary Swank       | Eileen Fitzgerald                           | Alaska Daily        |
| 2023 | Sarah Snook        | Siobhan "Shiv" Roy                          | Succession          |
| 2023 | Keri Russell       | Katherine "Kate" Wyler                      | The Diplomat        |
| 2023 | Helen Mirren       | Cara Dutton                                 | 1923                |
| 2023 | Emma Stone         | Whitney Siegel                              | The Curse           |
| 2023 | Bella Ramsey       | Ellie Williams                              | The Last of Us      |
| 2023 | Imelda Staunton    | Rainha Elizabeth II do Reino Unido          | The Crown           |
| 2024 | Anna Sawai         | Toda Mariko                                 | Shōgun              |
| 2024 | Keri Russell       | Katherine "Kate" Wyler                      | The Diplomat        |
| 2024 | Kathy Bates        | Madeline "Matty" Matlock/ Madeline Kingston | Matlock             |
| 2024 | Maya Erskine       | Jane Smith / Alana                          | Mr. & Mrs. Smith    |
| 2024 | Emma D'Arcy        | Rhaenyra Targaryen                          | House of the Dragon |
| 2024 | Keira Knightley    | Helen Webb                                  | Black Doves         |

## Múltiplas premiações
4 vezes
- Angela Lansbury

3 vezes
- Claire Danes

2 vezes
- Edie Falco
- Lee Remick
- Sharon Gless

## Múltiplas nomeações
| 10 nomeações - Angela Lansbury 7 nomeações - Edie Falco - Sharon Gless - Julianna Margulies 6 nomeações - Joan Collins - Kyra Sedgwick 5 nomeações - Linda Evans - Stefanie Powers - Susan Dey 4 nomeações - Angie Dickinson - Gillian Anderson - Glenn Close - Heather Locklear - Jane Seymour - Jennifer Garner - Jill Eikenberry - Kate Jackson - Michael Learned - Peggy Lipton - Sela Ward - Tyne Daly 3 nomeações - Amy Brenneman - Barbara Bel Geddes - Christine Lahti - Denise Nicholas - Claire Danes - Janine Turner - Kathy Baker - Lee Remick - Lorraine Bracco - Patricia Arquette - Robin Wright - Sada Thompson - Susan Saint James | 2 nomeações - Allison Janney - Amanda Blake - Anna Paquin - Dana Delany - Emily McLaughin - Jane Wyman - January Jones - Jean Marsh - Joely Richardson - Kim Delaney - Lee Meriwether - Linda Cristal - Linda Gray - Linda Hamilton - Lindsay Wagner - Marg Helgenberger - Mariska Hargitay - Marlee Matlin - Roma Downey - Rosemary Harris - Sally Field - Sherry Stringfield |